# Хучипила (муниципалитет)
Хучипила (исп. Juchipila) — муниципалитет в Мексике, входит в штат Сакатекас. Население 2005 человек.

## История
Город основан в 1824 году .